# The Matthew Shepard Story
The Matthew Shepard Story is een Amerikaanse film uit 2002 over de berechting van de moordenaars van Matthew Shepard. In de film speelt Shane Meier de hoofdpersoon Matthew. Stockard Channing en Sam Waterston vertolken de rollen van zijn ouders Judy en Dennis Shepard.
In de film spelen ook Kristen Thomson, Joseph Ziegler, Makyla Smith, Damien Atkins en Wendy Crewson. Aan het einde van de film is het nummer American Triangle van Elton John (zelf homoseksueel) te horen, van zijn album Songs from the West Coast. Dat nummer gaat over Matthew Shepard.

## Verhaal
De film volgt de beslissingen die Judy en Dennis Sheppard moeten nemen na de moord op hun zoon, Matthew Shepard. Een van de te nemen beslissingen is, of de doodstraf geëist moest worden tegen de moordenaars. Gedurende de film zijn meerdere flashbacks te zien, waarin het leven van Matthew wordt getoond. Zo wordt aandacht besteed aan hoe hij vocht met zijn seksuele geaardheid, zijn eerste kus, zijn eerste vriend en een verkrachting.